# Johann Gaspar Spurzheim
Johann Gaspar Spurzheim (Longwich, 31 dicembre 1776 – Boston, 10 novembre 1832) è stato un medico tedesco.
Diede interessanti contributi agli studi di anatomia, fisiologia, psichiatria ed è stato tra i fondatori della frenologia.

## La vita
Nel 1805 fu prima discepolo e poi collega di Franz Joseph Gall, famoso anatomista dell'epoca. Gall e Spurzheim,  per poter approfondire i loro studi, negli anni seguenti si trasferirono a Parigi.
La loro collaborazione portò alla pubblicazione di numerosi lavori su teorie anatomiche molto innovative; tra le più accreditate quella riguardante “il sistema organologico”, che sosteneva che il cervello fosse costituito da organi distinti, ciascuno dei quali deputato ad una precisa facoltà mentale.
Durante la pubblicazione di “Anatomie et physiologie du système nerveux en general”  Spurzheim e Gall entrarono in conflitto ed interruppero amicizia e collaborazione scientifica, sia a causa di incompatibilità caratteriali, sia, soprattutto, per diversità di aspirazioni ed interessi.
Il primo era più orientato alla divulgazione popolare delle nuove dottrine, Gall, invece, mirava al riconoscimento scientifico delle sue teorie da parte della comunità scientifica.
Spurzheim scelse l'Inghilterra come sua nuova sede: in Gran Bretagna la classe medica e scientifica era più  culturalmente aperta e disponibile ad accettare nuove teorie. Inoltre, nella popolazione inglese, in quel periodo storico, vi era un diffuso interesse per la storia naturale, la salute e per gli argomenti ad essi correlati.
Nonostante il contesto ambientale e culturale favorevole, però, a Londra le nuove teorie dello scienziato furono inizialmente oggetto di grande scetticismo; Spurzheim non si perse d'animo e, come risposta alle critiche che gli venivano avanzate, soprattutto dalla stampa medica, pubblicò nel 1815 una serie di lavori, tra i quali “The Physiognomical System of Drs. Gall and Spurzheim”, nel quale venivano esposte altre nuove teorie, oltre a quella dell'organologia.
In seguito, continuando i suoi studi, egli arrivò a definire una nuova disciplina, la “frenologia”, che studiava la correlazione tra la forma e le dimensioni del cranio e le caratteristiche di personalità e le facoltà mentali dell'individuo. 
L'opinione pubblica fu conquistata da queste nuove teorie che, apparentemente, costituivano un modo semplice ed accessibile a tutti per comprendere il carattere e le predisposizioni dell'essere umano.
Con l'appoggio di George Combe, un noto avvocato scozzese, cercò di applicare le sue teorie ad alcune tematiche controverse dell'epoca, relative all'educazione, alla fede religiosa, all'organizzazione sociopolitica ed alla malattia mentale.
Si costituirono diverse associazioni di discepoli, studiosi delle sue teorie, che finirono per configurare una vera scuola di pensiero e Spurzheim, nel 1820, raggiunse una diffusa notorietà internazionale.
Verso la fine del 1832, fu invitato ad un lungo giro di conferenze negli Stati Uniti, ma, subito dopo l'arrivo a Boston, fu colpito da un'infezione febbrile, che lo portò in breve tempo al decesso..

## Le opere
- The Physiognomical System of Drs. Gall and Spurzheim: Founded on an Anatomical and Physiological Examination of the Nervous System in General, and of the Brain in Particular:And Indicating the Dispositions and Manifestations of the Mind, London 1815.

- Examination of the Objections Made in Britain Against the Doctrines of Gall and Spurzheim, Edinburgh 1817.

- Observations on the Deranged Manifestations of the Mind or Insanity, London 1817.

- Essai philosophique sur la nature morale et intellectuelle de l'homme, Paris 1820.

- A View of the Elementary Principles of Education Founded on the Study of the Nature of Man, Edinburgh 1821.

- A View of the Philosophical Principles of Phrenology, London 1825.

- Philosophical catechism of the Natural Laws of Man, London 1826.

- The Anatomy of the Brain, with a General View of the Nervous System, Edinburgh 1826[1]